# AS Ali Sabieh Djibouti Télécom
L'Association Sportive d'Ali Sabieh / Djibouti Télécom, o simplement AS Ali Sabieh o ASAS Djibouti Télécom, és un club de Djibouti de futbol de la ciutat d'Ali Sabieh.
Vesteix color groc, i de vegades uniforme vermell.

## Palmarès
- Lliga djiboutiana de futbol:[9]
  - 2008-09, 2012-13, 2013-14, 2014-15, 2015-16, 2016-17, 2017-18, 2024-25
- Copa djiboutiana de futbol:[10]
  - 2005-06 (com a AS Ali Sabieh), 2015-16, 2017-18